# (34402) 2000 RW84
2000 RW84 (asteroide 34402) é um asteroide da cintura principal. Possui uma excentricidade de 0.12882820 e uma inclinação de 3.33634º.
Este asteroide foi descoberto no dia 2 de setembro de 2000 por LONEOS em Anderson Mesa.